# Alberto Bueno
Pour les articles homonymes, voir Bueno et Calvo.
Alberto Bueno Calvo (né le 20 mars 1988 à Madrid) est un footballeur espagnol évoluant au Boavista FC. Son poste habituel est celui de second attaquant même s'il peut aussi jouer en tant qu'ailier.

## Biographie
Né à Madrid, Bueno est un produit des équipes de jeunes du Real Madrid. Il a joué en 2005-2006 pour l'équipe de jeunes du Real, inscrivant 37 buts en 37 matches. La saison suivante, il est intégré au Real Madrid Castilla, jouant 31 matches en deuxième division. 
En août 2007, le Real Madrid fait signer à Bueno un contrat professionnel avec l'équipe première. Il est appelé lors de la pré-saison, s'entraînant sous les ordres de Bernd Schuster et jouant un match amical contre le Lokomotiv Moscou.
Le 11 novembre 2008, après plusieurs blessures, Bueno se voit donnée la chance de faire ses débuts officiels en équipe première lors d'un match de Coupe d'Espagne contre le Real Unión. Durant le temps qu'il passe sur la pelouse, il marque un but pour la victoire du Real 4-3. Onze jours plus tard, il fait ses débuts en championnat, remplaçant Raúl lors d'une victoire 1-0 face au Recreativo de Huelva.
Le 15 juillet 2009, Bueno signe un contrat de cinq ans en faveur du Real Valladolid, le Real Madrid conservant la possibilité de racheter le joueur d'ici deux ans.
Le 30 août 2010, son club révèle qu'après l'intérêt montré par Derby County, Bueno était proche d'un prêt pour la saison. Ce prêt est confirmé le 31, Bueno évoluant donc sous les couleurs du club anglais pour la saison 2010-2011.
Le 28 février 2015, il réalise un quadruplé contre Levante au cours d'une victoire 4-2 des Rayistas en Liga.
Le 25 mai 2015, en fin de contrat avec le Rayo, il s'engage avec le FC Porto pour une durée de quatre années.

## Palmarès
- Real Madrid :
  - Supercoupe d'Espagne : 2008

## Distinctions individuelles
- Joueur du mois en Liga : Février 2015